# Barguelonne-en-Quercy
Barguelonne-en-Quercy es una comuna nueva francesa situada en el departamento de Lot, de la región de Occitania.

## Historia
Fue creada el 1 de enero de 2019, en aplicación de una resolución del prefecto de Lot de 28 de septiembre de 2018 con la unión de las comunas de Bagat-en-Quercy, Saint-Daunès y Saint-Pantaléon, pasando a estar el ayuntamiento en la antigua comuna de Saint-Daunès.

## Demografía
Según los datos aportados en la resolución del prefecto de Lot, la comuna se crea con 699 habitantes.

## Composición
| Comuna fusionada | Código INSEE | Población (2016) | Superficie (km²) | Densidad (hab./km²) |
| ---------------- | ------------ | ---------------- | ---------------- | ------------------- |
| Bagat-en-Quercy  | 46014        | 193              | 16.63            | 12                  |
| Saint-Daunès     | 46263        | 219              | 10.11            | 22                  |
| Saint-Pantaléon  | 46285        | 269              | 19.37            | 14                  |